# Teatro Ambassador (Nueva York)
El Ambassador Theatre de Nueva York es un teatro del conocido como circuito de Broadway, situado en el número 219 de la West 49th Street, entre Broadway y la 8ª Avenida, en el Midtown Manhattan.
Diseñado por el arquitecto Herbert J. Krapp para la familia Shuberts, la estructura es una diagonal perfecta que busca el número máximo de asientos. Su apariencia externa es parecida a la de muchos otros teatros de Broadway. El edificio ha sido designado de interés histórico por la Comisión para la Preservación de Monumentos Históricos de Nueva York. El teatro auditorio tiene unas dimensiones de 13,69 m con una tramoya de 16,99 m.
El teatro se inauguró el 11 de febrero de 1921, con el musical The Rose Girl (La muchacha de rosa). La compañía Shuberts vendió la propiedad en 1935, y durante las dos décadas siguientes fue utilizado como sala de cine y estudio de televisión por la cadena NBC y más tarde la DuMont Television Network. En 1956, Shuberts asumió la propiedad de nuevo y le devolvió estrictamente su uso primitivo.

## Producciones
- 1921: The Rose Girl; Blossom Time (Das Dreimäderlhaus)
- 1927: The Racket
- 1931: Death Takes a Holiday
- 1933: June Moon
- 1935: Night of January 16th
- 1939: Strawhat Revue of 1939
- 1955: El diario de Ana Frank
- 1957: Compulsion
- 1963: Stop the World – I Want to Get Off
- 1966: El león en invierno
- 1967: You Know I Can't Hear You When the Water's Running
- 1968: We Bombed in New Haven
- 1969: Celebration
- 1971: Ain't Supposed to Die a Natural Death
- 1974: Me and Bessie
- 1977: Godspell
- 1978: Una vez al año; Eubie!
- 1980: Division Street
- 1983: Panorama desde el puente
- 1985: Leader of the Pack
- 1987: Dreamgirls (revival)
- 1996: Bring in 'da Noise, Bring in 'da Funk
- 1999: It Ain't Nothin' But the Blues; You're A Good Man, Charlie Brown
- 2000: The Ride Down Mt. Morgan
- 2001: A Class Act; Hedda Gabler
- 2002: Topdog/Underdog
- 2003–2020: Chicago
- 2020- Septiembre 2021: CLOSED due COVID 19 Pandemic
- 14 de septiembre del 2021: Chicago Reapertura luego de la pandemia.